# 迪奈爾 (加利福尼亞州)
迪奈爾（英語：Denair）是位於美國加利福尼亞州斯坦尼斯洛斯縣的一個人口普查指定地區。

## 地理
迪奈爾的座標為37°31′39″N 121°47′59″W / 37.52750°N 121.79972°W，而該地最高點為海拔高度38米（即125英尺）。

## 人口
根據2010年美國人口普查的數據，迪奈爾的面積為5.131平方千米，均為陸地。當地共有人口4404人，而人口密度為每平方千米858人。